# Concours féminin de trampoline aux Jeux olympiques d'été de 2004
Pour un article plus général, voir Trampoline aux Jeux olympiques d'été de 2004.
Navigation
Sydney 2000 Pékin 2008
La compétition de trampoline individuel féminin est l'une des deux épreuves de trampoline disputées aux Jeux olympiques d'été de 2004 à Athènes. les qualifications et la phase finale ont lieu le 20 août 2004 à l'Olympic Indoor Hall.

## Médaillées
| Or     | Anna Dogonadze | Allemagne |
| Argent | Karen Cockburn | Canada    |
| Bronze | Huang Shanshan | Chine     |

## Résultats

### Qualifications
Seize trampolinistes sont engagées en qualifications. Elles réalisent un exercice imposé suivi d'un exercice libre. Pour l'exercice imposé (l'exercice 1), chaque gymnaste obtient un score allant de 0.0 to 10.0 de la part de chaque juge d'exécution, avec les meilleurs et pires scores non pris en compte. L'exercice libre (exercice 2) a un format similaire sauf qu'il inclut un score de difficulté, déterminé par deux juges spécifiques, qui est additionné au score d'exécution. Les scores de ces deux exercices sont additionnés pour avoir le score total, les huit meilleures trampolinistes accédant à la finale.
| Rang | Gymnaste             | Pays            | # | Grèce | Espagne | Brésil | Suède | Tchéquie | Score de difficulté | Score d'exécution | Total | Total |
| ---- | -------------------- | --------------- | - | ----- | ------- | ------ | ----- | -------- | ------------------- | ----------------- | ----- | ----- |
| 1    | Natalia Tchernova    | Russie          | 1 | 9.3   | 9.3     | 9.5    | 9.5   | 9.3      | —                   | 28.10             | 66.80 | Q     |
| 1    | Natalia Tchernova    | Russie          | 2 | 7.9   | 8.3     | 8.1    | 8.4   | 8.3      | 14.0                | 38.70             | 66.80 | Q     |
| 2    | Anna Dogonadze       | Allemagne       | 1 | 9.0   | 9.1     | 9.0    | 9.3   | 9.2      | —                   | 27.30             | 66.70 | Q     |
| 2    | Anna Dogonadze       | Allemagne       | 2 | 8.3   | 8.4     | 8.4    | 8.5   | 8.4      | 14.2                | 39.40             | 66.70 | Q     |
| 3    | Olena Movchan        | Ukraine         | 1 | 9.0   | 9.2     | 9.2    | 9.4   | 9.4      | —                   | 27.80             | 65.80 | Q     |
| 3    | Olena Movchan        | Ukraine         | 2 | 8.0   | 7.8     | 8.2    | 8.1   | 7.6      | 14.1                | 38.00             | 65.80 | Q     |
| 4    | Huang Shanshan       | Chine           | 1 | 8.9   | 8.7     | 8.8    | 8.7   | 8.9      | —                   | 26.40             | 65.40 | Q     |
| 4    | Huang Shanshan       | Chine           | 2 | 8.2   | 8.6     | 8.3    | 8.4   | 8.3      | 14.0                | 39.00             | 65.40 | Q     |
| 5    | Karen Cockburn       | Canada          | 1 | 8.9   | 9.0     | 8.7    | 9.1   | 9.1      | —                   | 27.00             | 65.10 | Q     |
| 5    | Karen Cockburn       | Canada          | 2 | 8.2   | 8.1     | 7.7    | 8.1   | 7.7      | 14.2                | 38.10             | 65.10 | Q     |
| 6    | Heather Ross-McManus | Canada          | 1 | 9.2   | 9.1     | 8.4    | 8.8   | 8.9      | —                   | 26.80             | 63.80 | Q     |
| 6    | Heather Ross-McManus | Canada          | 2 | 7.8   | 7.5     | 7.3    | 7.8   | 7.7      | 14.0                | 37.00             | 63.80 | Q     |
| 7    | Haruka Hirota        | Japon           | 1 | 8.7   | 8.9     | 9.1    | 9.0   | 9.0      | —                   | 26.90             | 63.00 | Q     |
| 7    | Haruka Hirota        | Japon           | 2 | 7.7   | 7.8     | 7.6    | 7.9   | 7.8      | 12.8                | 36.10             | 63.00 | Q     |
| 8    | Andrea Lenders       | Pays-Bas        | 1 | 9.1   | 9.2     | 9.0    | 9.1   | 9.2      | —                   | 27.40             | 62.70 | Q     |
| 8    | Andrea Lenders       | Pays-Bas        | 2 | 7.5   | 7.7     | 7.5    | 7.6   | 7.4      | 12.7                | 35.30             | 62.70 | Q     |
| 9    | Rusudan Khoperia     | Géorgie         | 1 | 8.6   | 8.8     | 8.5    | 8.9   | 9.0      | —                   | 26.30             | 62.50 |       |
| 9    | Rusudan Khoperia     | Géorgie         | 2 | 7.7   | 7.3     | 7.8    | 7.4   | 7.3      | 13.8                | 36.20             | 62.50 |       |
| 10   | Katerina Prokesova   | Slovaquie       | 1 | 8.8   | 8.4     | 8.6    | 8.6   | 8.7      | —                   | 25.90             | 61.90 |       |
| 10   | Katerina Prokesova   | Slovaquie       | 2 | 7.6   | 7.6     | 7.6    | 7.7   | 7.3      | 13.2                | 36.00             | 61.90 |       |
| 11   | Ekaterina Khilko     | Ouzbékistan     | 1 | 8.6   | 8.7     | 9.2    | 9.1   | 9.0      | —                   | 26.80             | 61.60 |       |
| 11   | Ekaterina Khilko     | Ouzbékistan     | 2 | 7.3   | 7.2     | 7.1    | 7.3   | 7.2      | 13.1                | 34.80             | 61.60 |       |
| 12   | Kirsten Lawton       | Grande-Bretagne | 1 | 9.0   | 9.1     | 9.3    | 9.2   | 9.3      | —                   | 27.60             | 60.20 |       |
| 12   | Kirsten Lawton       | Grande-Bretagne | 2 | 6.9   | 7.0     | 6.8    | 6.9   | 7.0      | 11.8                | 32.60             | 60.20 |       |
| 13   | Lesley Daly          | Australie       | 1 | 8.5   | 8.4     | 8.9    | 8.8   | 8.5      | —                   | 25.80             | 58.90 |       |
| 13   | Lesley Daly          | Australie       | 2 | 6.7   | 6.8     | 6.7    | 6.7   | 6.7      | 13.0                | 33.10             | 58.90 |       |
| 14   | Jennifer Parilla     | États-Unis      | 1 | 9.0   | 9.1     | 8.7    | 9.0   | 8.9      | —                   | 26.90             | 52.70 |       |
| 14   | Jennifer Parilla     | États-Unis      | 2 | 5.2   | 4.8     | 5.3    | 5.1   | 4.8      | 10.7                | 25.80             | 52.70 |       |
| 15   | Irina Karavaeva      | Russie          | 1 | 9.2   | 8.9     | 8.9    | 9.0   | 9.3      | —                   | 27.10             | 39.90 |       |
| 15   | Irina Karavaeva      | Russie          | 2 | 2.2   | 2.2     | 2.2    | 2.4   | 2.2      | 6.2                 | 12.80             | 39.90 |       |
| 16   | Tatiana Petrenia     | Biélorussie     | 1 | 9.2   | 9.2     | 9.1    | 9.2   | 9.3      | —                   | 27.60             | 32.90 |       |
| 16   | Tatiana Petrenia     | Biélorussie     | 2 | 0.6   | 0.6     | 0.7    | 0.7   | 0.6      | 3.4                 | 5.30              | 32.90 |       |

### Finale
Les huit trampolinistes qualifiées procèdent à un seul exercice libre, le comptage de points étant le même qu'en qualifications.
| Rang | Gymnaste             | Pays      | Grèce | Espagne | Brésil | Suède | Tchéquie | Score de difficulté | Total |
| ---- | -------------------- | --------- | ----- | ------- | ------ | ----- | -------- | ------------------- | ----- |
|      | Anna Dogonadze       | Allemagne | 8.3   | 8.4     | 8.5    | 8.6   | 8.5      | 14.2                | 39.60 |
|      | Karen Cockburn       | Canada    | 8.0   | 8.2     | 8.2    | 8.3   | 8.2      | 14.6                | 39.20 |
|      | Huang Shanshan       | Chine     | 8.2   | 8.3     | 8.4    | 8.4   | 8.3      | 14.0                | 39.00 |
| 4    | Natalia Chernova     | Russie    | 8.0   | 8.2     | 8.1    | 8.3   | 8.3      | 14.0                | 38.60 |
| 5    | Olena Movchan        | Ukraine   | 8.1   | 8.2     | 8.3    | 8.3   | 8.1      | 13.0                | 37.60 |
| 6    | Heather Ross-McManus | Canada    | 7.9   | 7.6     | 7.7    | 7.7   | 7.6      | 14.4                | 37.40 |
| 7    | Haruka Hirota        | Japon     | 7.8   | 8.2     | 8.1    | 8.1   | 8.4      | 12.8                | 37.20 |
| 8    | Andrea Lenders       | Pays-Bas  | 5.7   | 5.6     | 5.4    | 5.6   | 5.5      | 7.6                 | 24.30 |